# 2021 en Afghanistan
Chronologie de l'Afghanistan
- 2017
- 2018
- 2019
- 2020
- 2021
- 2022
- 2023
- 2024
- 2025

Cet article présente les faits marquants de l'année 2021 en Afghanistan.

## Évènements
- 1er mai : les États-Unis commencent officiellement à retirer leurs troupes d'Afghanistan pour marquer la phase finale et mettre fin à leur plus longue guerre. En outre, l'OTAN a également commencé à retirer ses troupes[1].
- 8 mai : un attentat contre une école pour filles à Kaboul fait 85 morts.
- 14 mai : un attentat est survenu lorsqu'une bombe a explosé, 12 personnes ont été tuées, dont un imam, et 15 autres ont été blessées l'intérieur d'une mosquée dans le district de Shakardara à la périphérie de Kaboul.
- Nuit du 4 au 5 juillet : alors que les Talibans progressent dans la province du Badakhchan, prenant le contrôle total de 6 districts, les troupes du gouvernement afghan battent en retraite, dont 1037 soldats afghans qui fuient au Tadjikistan avec l'accord de ce pays ; puisque parmi les zones prises par les Talibans au Badakhchan se trouvent des portions de frontière dont le principal poste-frontière, le président tadjik Emomali Rakhmon a ordonné la "mobilisation de 20 000 réservistes pour renforcer la frontière"[2].

- 17 juillet : Silsila Alikhil, la fille de l'ambassadeur d'Afghanistan au Pakistan Najibullah Alikhil, est enlevée à Islamabad, dès le lendemain l'ambassadeur et plusieurs hauts-diplomates sont rappelés à Kaboul le temps que les ravisseurs soient arrêtés[3].
- 6 août : l'offensive des talibans se poursuit en Afghanistan avec la prise de Zarandj, première capitale provinciale à passer sous leur giron depuis le mois de mai.
- 12 au 30 août : évacuation de citoyens étrangers et de certains citoyens afghans vulnérables.
- 15 août : le président afghan Ashraf Ghani quitte le pouvoir à la suite de la prise de Kaboul, permettant aux talibans de rétablir l'émirat islamique d'Afghanistan disparu en 2001.
- 20 août : une évaluation des Nations unies rapporte qu'en Afghanistan, les talibans effectuent des « visites ciblées de porte-à-porte » à la recherche d'opposants et de leurs familles ayant travaillé pour le bloc occidental[4].
- 26 août : l'attentat de l'aéroport de Kaboul fait des dizaines de morts.
- 29 août : Déclaration conjointe sur les assurances de voyage pour l'évacuation de l'Afghanistan.
- 30 août : fin du retrait des troupes américaines.
- 3 octobre : attentat de la mosquée Id Gah de Kaboul.
- 8 octobre : attentat de la mosquée de Kondoz.
- 15 octobre : une attentat-suicide fait au moins 41 morts lors de la prière dans une mosquée chiite de Kandahar. L'attaque est revendiquée par le groupe terroriste Etat islamique - Khorasan[5].
- 2 novembre : attentat à l'hôpital militaire de Kaboul.